# کورتنی کیسی
کورتنی کیسی (انگلیسی: Cortney Casey؛ زادهٔ ۵ مهٔ ۱۹۸۷) ورزشکار هنرهای رزمی ترکیبی اهل ایالات متحده آمریکا است. وی از سال ۲۰۱۲ میلادی تاکنون مشغول فعالیت بوده‌است.